# Мошенкі (Люблінське воєводство)
Мошенкі (пол. Moszenki) — село в Польщі, у гміні Ясткув Люблінського повіту Люблінського воєводства.
Населення — 153 особи (2011).

## Демографія
Демографічна структура станом на 31 березня 2011 року:
|          | Загалом | Допрацездатний вік | Працездатний вік | Постпрацездатний вік |
| -------- | ------- | ------------------ | ---------------- | -------------------- |
| Чоловіки | 77      | 22                 | 53               | 2                    |
| Жінки    | 76      | 18                 | 43               | 15                   |
| Разом    | 153     | 40                 | 96               | 17                   |